# Kenta Hori
Kenta Hori (japanisch 堀 研太 Hori Kenta; * 9. April 1999 in der Präfektur Kanagawa) ist ein japanischer Fußballspieler.

## Karriere
Hori erlernte das Fußballspielen in der Jugendmannschaft von Yokohama F. Marinos. Hier unterschrieb er 2018 auch seinen ersten Vertrag. Der Verein aus Yokohama spielte in der höchsten Liga des Landes, der J1 League. 2019 wurde er an den Drittligisten Blaublitz Akita ausgeliehen. Für den Verein aus Akita absolvierte er 12 Ligaspiele. 2020 wechselte er nach Aomori zum Viertligisten ReinMeer Aomori FC. Für Aomori stand er fünfmal in der vierten Liga auf dem Spielfeld. Im Januar 2021 nahm ihn der Drittligist Fujieda MYFC aus Fujieda unter Vertrag.